# Дерюзино
Дерюзино — село в Сергиево-Посадском районе Московской области России, входит в состав сельского поселения Березняковское.

## Население
| 1859 | 1886 | 1895 | 1905 | 1926 | 2002 | 2006 | 2010 |
| ---- | ---- | ---- | ---- | ---- | ---- | ---- | ---- |
| 179  | ↘176 | ↘159 | ↗208 | ↘179 | ↘21  | ↗22  | ↘12  |

## География
Село Дерюзино расположено на севере Московской области, в юго-восточной части Сергиево-Посадского района, примерно в 58 км к северу от Московской кольцевой автодороги и 8 км к востоку от станции Сергиев Посад Ярославского направления Московской железной дороги, по правому берегу реки Вондиги, южнее озера Торбеевского.
В 2 км западнее села проходит Ярославское шоссе М8, в 29 км к юго-западу — Московское малое кольцо А107, в 2 км к северо-востоку — Московское большое кольцо А108, в 22 км к юго-востоку — Фряновское шоссе Р110.
К селу приписано три садоводческих товарищества (СНТ). Ближайшие сельские населённые пункты — деревни Бобошино, Ильинки и Смена.

## История
Во времена великого князя Иоанна III Васильевича на этом месте был монастырь, в грамотах значившийся как «монастырек, Никола на Дерюзине», однако в сотной выписи 1562 года Дерюзино именуется селом с церковью Николая Чудотворца.

…въ селѣ Дерюзинѣ 6 дворовъ крестьянскихъ, а людей въ нихъ тожъ; пашни паханые монастырскіе въ полѣ 38 чети да крестьянскіе 18 чети да перелогу 20 чети и лѣсомъ поросло 130 чети въ полѣ, земля худа, сѣна монастырскаго 120 копенъ, рощи пашенные 10 десятинъ. Деревни: Дудилово 5 дворовъ да 3 мѣста дворовыхъ, Березники 6 дворовъ да 9 местъ дворовыхъ. Пустоши: 1) что было сельцо Бобошино, 2) что было село Плѣсцово, 3) что было село Слабнево, 4) что было село Тарбѣево… и др.— писцовые книги 1593 г.
В 1570 году крестьяне деревень Дерюзинского прихода вымерли от голода и эпидемий, а в начале XVII века Дерюзино с деревнями было разорено поляками и литовцами.

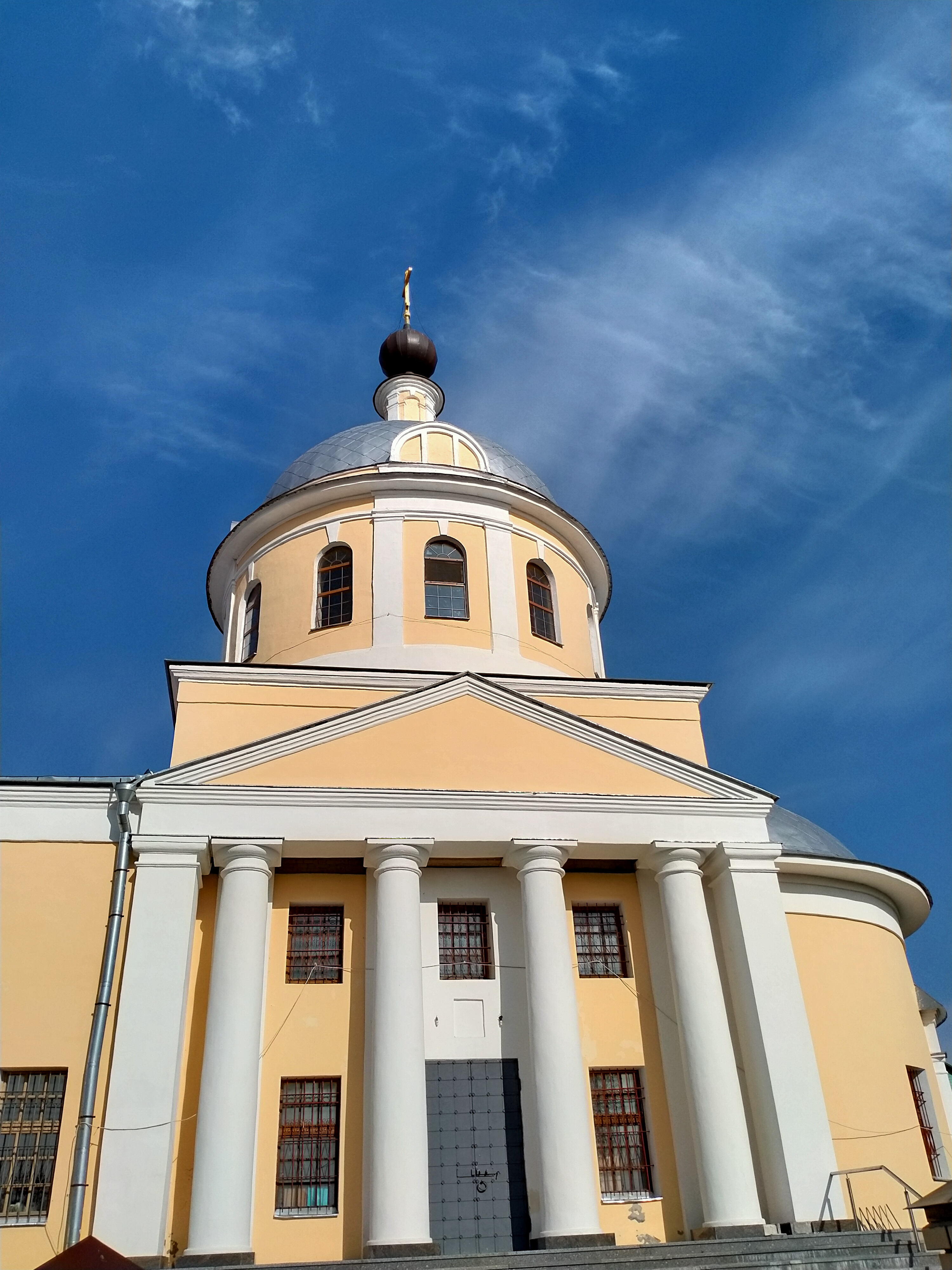
Центральная часть Церкви Николая Чудотворца в с. Дерюзино

В 1779 году была построена новая деревянная Никольская церковь, просуществовавшая до 1844 года, когда вместо неё был возведён каменный однокупольный храм с тремя престолами — во имя святого Николая Чудотворца, в честь Рождества Пресвятой Богородицы и во имя преподобного Сергия Радонежского. В 1931 году храм был закрыт, в 1950-х годах сломаны трапезная и колокольня. В 1996 году вновь передан верующим. Является объектом культурного наследия России, как памятник архитектуры регионального значения.
В «Списке населённых мест» 1862 года Дерюзино — казённое село 1-го стана Александровского уезда Владимирской губернии на Троицком торговом тракте из города Алексадрова в Сергиевский посад Московской губернии, в 31 версте от уездного города и становой квартиры, при речке Вондюхе, с 31 двором, православной церковью и 179 жителями (88 мужчин, 91 женщина).
В 1892—1893 учебных годах в дерюзинской школе грамотности было трое учащихся.
По данным на 1895 год — село Ботовской волости Александровского уезда с 159 жителями (71 мужчина, 88 женщин). Основными промыслами населения были хлебопашество, выработка бумажных тканей и размотка шёлка, один человек уезжал в качестве фабричных рабочих на отхожий промысел в Сергиев посад.
По материалам Всесоюзной переписи населения 1926 года — село Назарьевского сельсовета Шараповской волости Сергиевского уезда Московской губернии в 9,6 км от местного шоссе и 10,7 км от станции Сергиево Северной железной дороги; проживало 179 жителей (85 мужчин, 94 женщины), насчитывалось 38 крестьянских хозяйств.
1927—1929 гг. — центр Дерюзинского сельсовета Шараповской волости.
С 1929 года — населённый пункт Московской области в составе:
- Сменовского сельсовета Сергиевского района (1929—1930)[18],
- Сменовского сельсовета Загорского района (1930—1939)[19],
- Березняковского сельсовета Загорского района (1939—1963, 1965—1991)[19][20][21],
- Березняковского сельсовета Мытищинского укрупнённого сельского района (1963—1965)[20],
- Березняковского сельсовета Сергиево-Посадского района (1991—1994)[21],
- Березняковского сельского округа Сергиево-Посадского района (1994—2006)[22],
- сельского поселения Березняковское Сергиево-Посадского района (2006 — н. в.)[23][24].